# Alexis Sablone
Alexis Sablone (Old Saybrook, 12 de agosto de 1986) é uma skatista, arquiteta e empresária estadunidense. Desde 2009, competiu em todas as edições dos X Games, do Campeonato Mundial de Skate, e patinou no Dew Tour. Sablone competiu nos Jogos Olímpicos de Verão de 2020 em Tóquio, ficando em 4º lugar na final feminina de rua.
Além de skatista profissional, Sablone tem mestrado em Arquitetura pelo Instituto de Tecnologia de Massachusetts (MIT). Ela atualmente reside em Crown Heights, nos arredores do Brooklyn, em Nova Iorque.

## Biografia

### Primeiros anos
Alexis Sablone nasceu em 12 de agosto de 1986 e cresceu em Old Saybrook, no estado de Connecticut. Quando ela tinha nove anos, Sablone começou a aprender a andar de skate na garagem de sua mãe assistindo a fitas VHS antigas e imitando o que via. Ela frequentou a The Country School nas proximidades de Madison, também em Connecticut, onde conheceu outros skatistas. No ano de 2011 em entrevista ao canal esportivo estadunidense ESPN, contou sobre o período:
| “ | Eu andava de skate sozinha todas as noites na garagem e na minha varanda. Na quinta série, mudei de escola e havia alguns skatistas lá [em Madison, Connecticut]. Todos levávamos nossos skates para a escola - eu não. Mas não sei o que fizemos com eles, porque não andávamos de skate na escola! Mas esse foi o primeiro contato que tive com outros skatistas... O parque de skate mais próximo da casa dos meus pais era em Guilford, e isso estava a 40 minutos de distância. Tentei ir lá todo fim de semana. Mas durante a semana era só eu. | ” |

### Início da carreira de skate
Sablone entrou em seu primeiro concurso quando ela tinha 12 anos, uma jam de skate só para garotas em Rhode Island, onde ela conquistou o segundo lugar. No ano seguinte, ela entrou em outro concurso de skate em Nova Jersey, vencendo a competição. Enquanto treinava em uma pista de skate em Madison, Connecticut, ela conheceu Kris Markovich, que trabalhava para a Element Skatebords na época.  A empresa de skates, levou Sablone para Huntington Beach, no estado da Califórnia, para uma competição de skate, onde ela torceu o tornozelo e decidiu que nunca mais disputaria algum concurso desportivo.
Após o incidente, Sablone participou do Woodward Camp, um acampamento de verão na Pensilvânia, mundialmente conhecido por seus esportes de ação, ginástica e apresentação de cheerleaders.
Ela então começou a viajar para Boston para treinar aos fins de semana, e no ano de 2002, começou a ganhar notoriedade nos círculos de skate estadunidenses, devido as manobras que conseguia executar.
No entanto, depois de tentar obter um empresário e ser informada de que não havia mercado para mulheres no skate, Sablone decidiu buscar outros interesses. Depois de se formar na Hopkins School em 2004, ela frequentou o Barnard College em Nova York, graduando-se no curso de  arquitetura no ano de 2008.

### Retorno ao Skate
Enquanto trabalhava como garçonete no Upper East Side, um amigo de Sablone a encorajou a entrar no Maloof Money Cup, que oferecia um prêmio de 25 mil dólares. Sablone decidiu entrar no último momento na competição e terminou em sexto lugar. No mesmo ano, aos 23 anos, Sablone entrou em seu primeiro X Games, ficando em 2º lugar no Skateboard Street no X Games XV. Como Sablone afirmou em entrevista: "em 2009, toda a coisa da lesão no tornozelo finalmente fazia parte do passado e eu tinha passado de toda a mentalidade de não disputar. Não vou dizer que foi tudo sorte, mas me sinto muito sortuda por ter me saído bem em meus dois primeiros X Games." Sablone competiu em todos os X Games desde então, conquistando três medalhas de ouro, duas medalhas de prata e duas medalhas de bronze. Sablone também começou a competir no Dew Tour, incluindo as finais do Skate Park da Federação Internacional de Skate (ISF) de 2010, onde ficou em terceiro lugar.
Em 2012, com os recursos conquistados por Sablone com as competições permitiram que ela se matriculasse no programa de mestrado em arquitetura do Instituto de Tecnologia de Massachusetts (MIT). Ela se formou no programa de pós-graduação em 2016 e está planejando transformar sua dissertação, Nuclear Oasis: The Story of 10.000-year-old Trash em uma graphic novel.

### Carreira profissional
Sablone recebeu seu primeiro deck profissional em 2017 como o primeiro membro feminino da equipe WKND Skateboards. Ela também criou gráficos para o vídeo Sir Palmer lançado pela WKND em 2018 e ilustrou alguns gráficos da placa para a empresa.
No ano de 2018, foi convidada a projetar uma pista de skate para uma praça pública em Malmö, na Suécia. A pista foi batizada de 'Lady In The Square' que trata-se de uma interpretação artística do rosto de uma mulher vista aérea, mas de perto forma um agrupamento de obstáculos de skate colocados em cima de um quadrado de três degraus. Este projeto é um exemplo de incorporação do skate e belas artes no espaço público.
Em junho de 2019, Sablone colaborou com a Converse para lançar seu primeiro modelo de tênis profissional: One Star Pros de camurça branca com uma estrela ocre. A Vogue explicou o significado da conquista de Sablone em um artigo na edição física da revista de maio de 2019, "além de ser um símbolo de conquista atlética, o sapato oferece às skatistas uma importante oportunidade de monetizar seu sucesso gerando receitas para fora do esporte."
Sablone ficou em segundo lugar na categoria feminina do Campeonato Nacional de Skate dos EUA em outubro de 2019. No circuito internacional em 2019, ela ficou em sétimo lugar no World Skate SLS World Championship em setembro e repetiu o desempenho para o sétimo lugar nas finais do World Skate Oi STU Open Women's Street em novembro. Sablone deixou a WKND no início de 2020 e, em novembro de 2020, anunciou que havia integrado à Alltimers Skateboards.
No início de junho de 2021, Sablone lançou outra colaboração com a Converse, "uma versão de cano alto e acolchoado todo branco no modelo clássico de Jack Purcell com uma pequena aba de arco-íris presa nas costas. A empresa o chama de sapato 'Pride'".
Sablone se identifica como queer, "porque a palavra é ambígua e menos restritiva do que algo como lésbica", que ela descarta como 'demasiado gênero'.

## Olímpiadas de Tóquio de 2020
Após o Campeonato Mundial de Skate de Rua de junho de 2021 em Roma, na Itália, Sablone foi escolhida para a inaugural Seleção Nacional de Skate dos EUA nas Olimpíadas de Tóquio. Na final olímpica na categoria feminina de rua, Sablone terminou em quarto lugar com uma pontuação de 13,57 após várias quedas. Nessa edição o pódio foi composto pelas japoneses Momiji Nishiya e Funa Nakayama - que conquistaram o ouro e o bronze respectivamente - e a brasileira Rayssa Leal que obteve a medalha de prata.
Falando aos repórteres após a competição, ela declarou:
| “ | Parte disso parece apenas outra competição. Tipo, eu estive aqui, eu vi essas pessoas - nós disputamos juntos antes, e depois há aquela parte do meu cérebro, que enlouquece, pensando como 'Isso é história, esta é a primeira Olimpíada.' Eu não posso acreditar que estou aqui... Parece histórico, tudo meio que parece que as apostas são mais altas e eu realmente não posso acreditar que estou aqui. | ” |

Sablone, então com 34 anos, também observou que perdeu para concorrentes muito mais jovens, incluindo Momiji Nishiya e Rayssa Leal, de 13 anos, e Funa Nakayama, de 18 anos. "Durante muito tempo, havia muito menos mulheres fazendo isso. Até agora, era preciso ter pessoas suficientes para prestar atenção, ter olhos suficientes para isso, inspirar meninas ao redor do mundo a começar a andar de skate... Eu fiquei tipo, 'Finalmente estamos aqui... As skatistas atingiram a massa crítica'. Agora há o suficiente para que haja prodígios. E elas estão aqui.'"

## Vida pessoal
Sablone atualmente vive no bairro do Brooklyn, em Nova York. Mora com sua namorada a artista plástica Josephine Heilpern e o cachorro do casal.